# 모르프OS
모르프OS(MorphOS)는 아미가OS 계열의 운영 체제이다. 파워PC로 운영되며 2.4버전부터 맥 미니 G4에 설치할 수 있다. 쿼크 (Quark) 마이크로커널가 모르프OS의 중심 기반이다.

아미가OS와 모르프OS의 변천사

## 2.x 시리즈의 출시 역사
| 버전 번호 | 출시일           | 정보                      | 참고                    |
| 2.0       | 2008년 6월 30일  | MorphOS 2.0 release notes | Efika 5200B 플랫폼 지원 |
| 2.1       | 2008년 9월 6일   | MorphOS 2.1 release notes |                         |
| 2.2       | 2008년 12월 20일 | MorphOS 2.2 release notes |                         |
| 2.3       | 2009년 8월 6일   | MorphOS 2.3 release notes |                         |
| 2.4       | 2009년 10월 12일 | MorphOS 2.4 release notes | 맥 미니 G4 지원         |
| 2.5       | 2010년 6월 4일   | MorphOS 2.5 release notes | eMac G4 지원            |
| 2.6       | 2010년 10월 10일 | MorphOS 2.6 release notes | 파워 맥 G4 지원         |
| 2.7       | 2010년 12월 2일  | MorphOS 2.7 release notes |                         |

## 3.x 시리즈의 출시 역사
| 버전 번호 | 출시일           | 정보                      | 참고                                                    |
| 3.0       | 2012년 6월 8일   | MorphOS 3.0 release notes | 파워 북 G4 지원                                         |
| 3.1       | 2012년 7월 8일   | MorphOS 3.1 release notes |                                                         |
| 3.2       | 2013년 5월 27일  | MorphOS 3.2 release notes | 더 많은 파워 북 G4 모델 및 아이 북 G4 , 파워 맥 G5 지원 |
| 3.3       | 2013년 9월 18일  | MorphOS 3.3 release notes |                                                         |
| 3.4       | 2013년 12월 14일 | MorphOS 3.4 release notes |                                                         |
| 3.5       | 2014년 2월 15일  | MorphOS 3.5 release notes |                                                         |
| 3.6       | 2014년 6월 27일  | MorphOS 3.6 release notes |                                                         |
| 3.7       | 2014년 8월 3일   | MorphOS 3.7 release notes |                                                         |
| 3.8       | 2015년 5월 15일  | MorphOS 3.8 release notes |                                                         |
| 3.9       | 2015년 6월 19일  | MorphOS 3.9 release notes |                                                         |

## 같이 보기
- 아미가
- AROS 리서치 오퍼레이팅 시스템